# Tommy Svindal Larsen
Tommy Svindal Larsen (* 11. August 1973 in Skien, Norwegen) ist ein ehemaliger norwegischer Fußballspieler auf der Position des Mittelfeldspielers.

## Karriere

### Verein
Larsen begann seine Karriere bei Odd Grenland. Über Start Kristiansand kam er zu Stabæk IF. Im November 2001 holte ihn der Club als zusätzlichen Spielmacher zu David Jarolím, der mit dieser Rolle sichtlich überfordert war. Larsen füllte die Rolle gut aus, entwickelte sich zum Stammspieler und wurde im Januar 2003 sogar Kapitän der Mannschaft. 
Im Sommer 2005 überraschte er mit seiner nach Saisonabschluss geäußerten Bitte um Vertragsauflösung Trainer Wolfgang Wolf ebenso wie die Fans. Angeblich suchte er neue Herausforderungen. Wegen seiner großen Verdienste entsprach der Verein Larsens Ansinnen. Schließlich schloss er sich seinem Stammverein Odd Grenland an, für den er bis 2011 aktiv war. 

### Nationalmannschaft
Er absolvierte 24 Länderspiele für Norwegen. Mit 99 Einsätzen ist er Rekordspieler der norwegischen Jugendnationalmannschaften.

### Trivia
In der Aufstiegssaison 2003/04 fiel auf, dass Larsen vor allem in der Rückrunde häufig unter Infektionskrankheiten litt. Zuerst nahm man an, eines seiner vier Kinder habe ihn angesteckt. Dann glaubte man den Grund in Schimmelpilzen in seinem Haus gefunden zu haben. Schließlich aber stellte sich heraus, dass ein Mangel an Mineralien wie Eisen die eigentliche Ursache war. In der Sommerpause führte Larsen eine spezielle Diät durch, in deren Verlauf er siebeneinhalb Kilogramm abnahm. Als „Normalesser“ hatte er allerdings bald wieder sein Kampfgewicht und machte am Saisonbeginn einen hervorragenden körperlichen Eindruck.